# Lyon, Mississippi
Lyon là một thành phố thuộc quận Coahoma, tiểu bang Mississippi, Hoa Kỳ. Năm 2010, dân số của thành phố này là 350 người.

## Dân số
- Dân số năm 2000: 418 người.
- Dân số năm 2010: 350 người.